# Іон (Платон)
«Іон» (грец. Ἴων) — ранній діалог Платона, написаний приблизно в 399 році до н. е. Присвячений обговоренню натхнення і поезії за участю Сократа і співця Іона.

## Зміст
Вступ. Сократ зустрічає відомого рапсода (виконавця гомерівського епосу) Іона Ефеського, який прибув до Афін після здобутої ним на змаганнях в Епідаврі перемоги. Він розхвалює мистецтво цього рапсода і Гомера. Але, на думку Сократа, справжній рапсод повинен бути тлумачем думок поета для слухачів, а не просто виконавцем. Іон саме вважає себе найобізнанішим з рапсодів.
Перша частина. Сократ бажає з'ясувати сутність художньої творчості. Він вважає, що коли Іон вміє тлумачити Гомера, то повинен бути сильним в розумінні й інших поетів. Але Іон розуміє тільки написане Гомером. Сократ робить висновок, що Іон тоді не розуміє і будь-якого іншого мистецтва: живопису, скульптури та інших. Адже для тлумачення необхідно мати знання про те, що Гомер описує, і досвід у цих заняттях.
Він розповідає, що поетична творчість відбувається за посередництва певної «божественної сили». Ця сила діє не за допомогою розуму, але фізично, як магніт. Філософ називає як приклад бездарних поетів, які раптом створюють один хороший твір під впливом, як кажуть, музи чи натхнення. Іон погоджується і визнає, що користується одним натхненням.
Друга частина. Мова іде про різні мистецтва, згадувані Гомером. Це і мистецтво візника, і лікаря, керманича, будівельника. Кожне з цих мистецтв вимагає вишколу і особливих знань. Одним мистецтвом не можна користуватися для іншого. Сократ вказує, що Іон нічого не розуміє в описаних Гомером мистецтвах, хоча і натхненно їх оспівує.
Іон на це стверджує, що він розуміється не на окремих мистецтвах, а на усьому загалом. Та все знати неможливо, тож рапсод виправдовується, що вміє зображати характери окремих дійових осіб. Тобто, він розуміється не на зображуваному, а на стилі, зовнішніх ознаках зображуваного. Проте він тут же визнає, що ці особи більше розуміють в своїх справах, ніж він. Врешті він визнає, що добре знає тільки військову справу. Сократ спростовує це тим, що Іона ніхто не вибрав полководцем.
Висновок. Сократ робить висновок, що краще бути рапсодом, натхненним божествнними силами, ніж таким тлумачем творів, які він виконує. Тобто, краще бути просто хорошим співцем, та не прикрашати це удаваним всезнанням.